# Литтл, Шамир
Шамир Литтл (англ. Shamier Little; род. 20 марта 1995, Луисвилл, Кентукки) — американская легкоатлетка, специализирующаяся в гладком и барьерном беге на 400 метров, призёр чемпионатов мира 2015 и 2023 годов, двукратная чемпионка панамериканских игр 2015 года.

## Биография и карьера
Литтл родилась в Луисвилле, штат Кентукки, в семье спортсменов. Её отец был футбольным защитником, а мать — баскетболисткой и прыгуньей в высоту в Университете Восточного Кентукки. Шамир начала заниматься юношеской легкой атлетикой в возрасте 8 лет.
После окончания средней школы Литтл решила поступить в Техасский университет A&M. Будучи первокурсницей, она выиграла чемпионат NCAA в беге на 400 метров с барьерами и помогла своей команде занять второе место в эстафете 4 × 400 метров. Позже, тем же летом она выиграла чемпионат мира среди юниоров 2014 года в беге на 400 метров с барьерами.
В 2015 году Литтл получила приглашение принять участие в Панамериканских играх 2015 года, где она завоевала две золотых медали. На чемпионате мира В Пекине в беге на 400 метров с барьерами Литтл стала вице-чемпионкой с результатом 53,94 секунды.
В 2016 году Литтл выиграла третий подряд титул чемпиона NCAA в беге на 400 м с барьерами.
В 2023 году на чемпионате мира по лёгкой атлетике в Будапеште Шамир выиграла серебро в беге на 400 метров с барьерами с результатом 52,80 секунды.

## Основные результаты
| Соревнования        | Место проведения  | Место | Дистанция | Результат |
| ------------------- | ----------------- | ----- | --------- | --------- |
| Чемпионат мира 2015 | Пекин, Китай      | 2     | 400 м c/б | 53,94     |
| Чемпионат мира 2023 | Будапешт, Венгрия | 2     | 400 м c/б | 52,80     |